# Листопад 2007
Листопад 2007 — одинадцятий місяць 2007 року, що розпочався у четвер 1 листопада та закінчився у п'ятницю 30 листопада.

## Події
- 6 листопада — вийшов на орбіту перший китайський місячний супутник «Чан'е-1».
- 18 листопада — стався вибух метану на шахті імені Засядька в Донецьку. Загинув 101 шахтар.
- 21 листопада — дослідники з Кіото, Сан-Франциско та Вісконсина опублікували дані про перетворення людських клітин шкіри в стовбурові клітини з допомогою ретровірусного впровадження генів.
- 25 листопада — парламентські вибори в Хорватії.